# Voice XML
Voice XML, i marknadsföringssyfte skrivet VoiceXML, är en av flera specifikationer som ingår i W3C:s ramverk för talstyrning. Nuvarande (2004-09-20) version är VoiceXML 2.0.